# Compianto sul Cristo morto (Botticelli)
Il Compianto sul Cristo morto è un dipinto a tempera su tavola (107x71 cm) di Sandro Botticelli, databile al 1495-1500 circa e conservato nel Museo Poldi Pezzoli di Milano.

## Storia
La storia dell'antica collocazione dell'opera è stata chiarita ai primi del Novecento da J. Mesnil il quale, dopo avere appurato che l'opera di soggetto analogo oggi conservata all'Alte Pinakothek di Monaco di Baviera proviene dalla chiesa di San Paolino di Firenze, ha stabilito che questa era in origine la pala di un piccolo altare funerario nella chiesa di Santa Maria Maggiore di Firenze, identificandola con quella descritta da Giorgio Vasari come "Pietà con figure piccole, allato alla cappella de' Panciatichi, molto bella". L'altare era stato fondato da Antonio Cioni e fu probabilmente il figlio Donato d'Antonio a commissionare l'opera, anche se tale interpretazione viene messa in dubbio da alcuni studiosi, tra cui il Mesnil, in quanto Donato d'Antonio non risulta dai documenti dell'epoca disporre di mezzi economici tali da consentirgli di affrontare la spesa della commissione.
L'altare venne demolito nel 1629 e la pala venne trasferita nella sacrestia, dove venne vista da Giuseppe Richa ancora verso la metà del XVIII secolo. Da quel momento si persero le tracce dell'opera, che riapparve nella collezione di Gian Giacomo Poldi Pezzoli attorno al 1870-1875, negli ultimi anni della sua vita.
La tavola fu restaurata da M. Pellicioli nel 1951 ed il dorso è dipinto a tempera rossa con bordo bianco ed è rinforzato da tre traverse in legno, probabilmente applicate all'inizio del XX secolo.Un nuovo restauro è stato condotto nel 2014 dall'Opificio delle Pietre Dure ed ha risanato i problemi indotti da Pelliccioli al supporto, armato in modo troppo rigido. La pulitura, poi, ha recuperato il bel tono freddo perlaceo di Botticelli; e le indagini diagnostiche hanno offerto la possibilità di vedere le molte varianti compositive che l'artista fece in corso d'opera.  

## Descrizione e stile

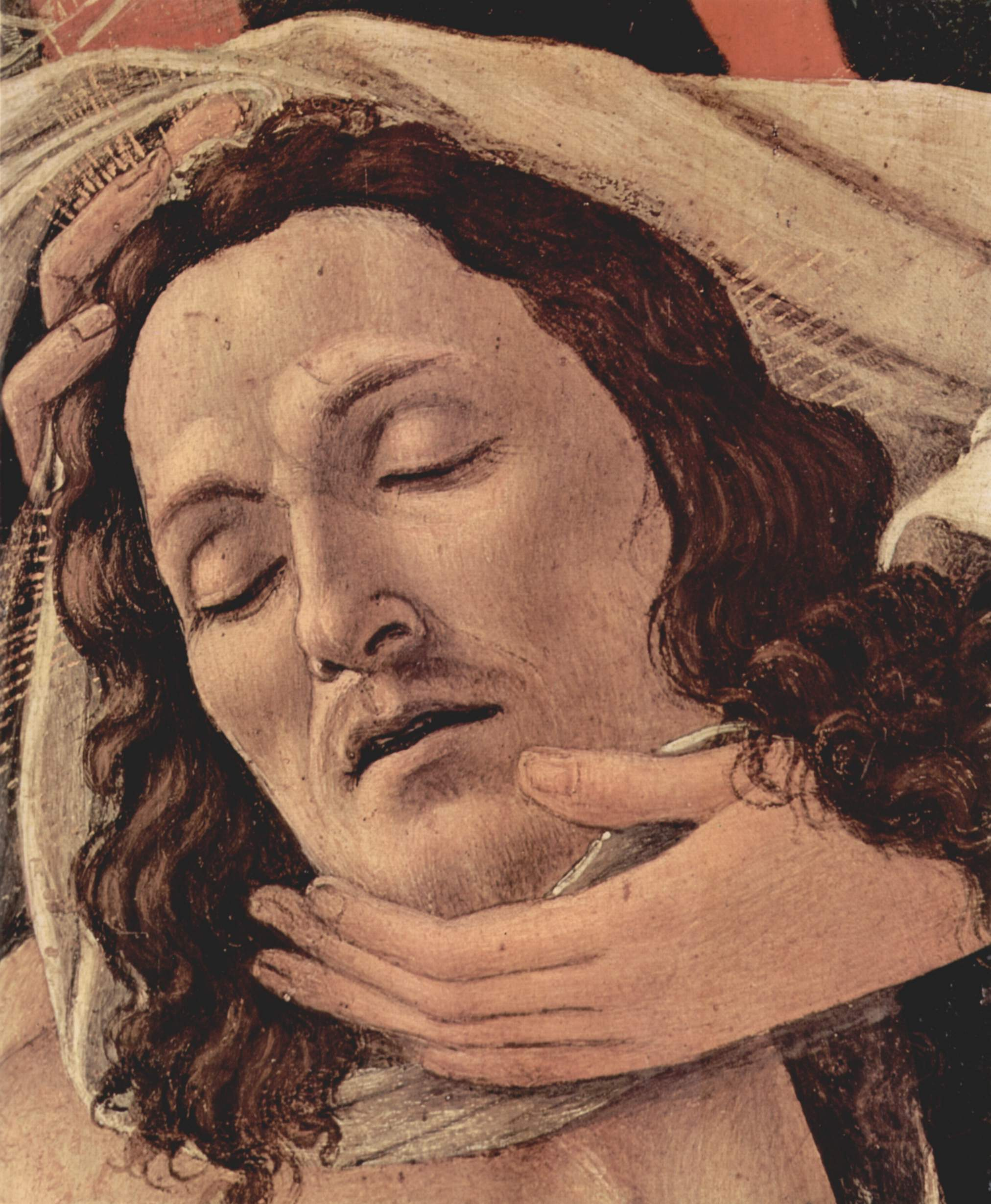
Dettaglio

La composizione è tra le più drammatiche prodotte dall'artista, con un groviglio di linee dei corpi ravvicinati che si fondono, senza soluzione di continuità, in un vortice di disperazione. Sullo sfondo del sepolcro di Cristo aperto Maria, dalle forme dilatate come a grandangolo, tiene sulle gambe il figlio morto e sviene per il dolore, sorretta da Giovanni evangelista che le tiene la testa e il braccio; le fanno eco le tre Marie: una regge il volto del Cristo e vi appoggia un sudario, una si copre il volto per il pianto e Maria Maddalena, infine, stringe affettuosamente al volto i suoi piedi. In alto Giuseppe d'Arimatea leva al cielo la corona di spine e i chiodi della crocifissione, avvolti in veli trasparenti; il suo gesto è amplificato dallo sfondo scuro e lo sguardo verso l'alto, come a interrogare il cielo di quel dramma della morte ancora tutto terreno, nell'imperscrutabilità del disegno divino.
Le figure strette attorno a Cristo formano un gruppo compatto di forma pressoché piramidale. Gli occhi sono quasi sempre chiusi o coperti dalle mani, nell'incapacità di sostenere la vista del corpo morto.
Le forzature di gesti e pose rimandano all'ultima fase dell'artista, in cui la ricerca di forme realistiche è messa da parte in favore dell'espressività estrema, sottolineata anche dal ricorso a colori forti e contrastanti, quasi esclusivamente primari.
In questa evoluzione stilistica, ormai lontana dalla delicata armonia delle prime opere, si coglie l'influenza sull'artista della figura del Savonarola, che innescò una crisi religiosa che portò Botticelli ad abbandonare i temi profani e a rendere il suo stile più inquieto e isolato nel panorama artistico dell'epoca.